# 3533 Toyota
3533 Toyota este un asteroid din centura principală, descoperit pe 30 octombrie 1986 de Kenzō Suzuki și Takeshi Urata.